# La petita i el bon companyó
La petita i el bon companyó és un quadre de Francesc Gimeno i Arasa dipositat al Museu de Montserrat, el qual fou pintat l'any 1891.

## Context històric i artístic
Nascut a Tortosa l'any 1858, fill d'una família pagesa, Francesc Gimeno s'establí a Barcelona el 1880 però, esperonat per Clotilde Cerdà i Bosch (filla de l'urbanista Ildefons Cerdà), es traslladà a Madrid, on estudià a l'Escuela Superior de Bellas Artes i fou deixeble de Carlos de Haes, pintor belga creador de la moderna pintura paisatgística castellana. Aquests ensenyaments, i l'estudi directe de Velázquez al Museu del Prado, van fer la pintura de Gimeno diferent de la pintura catalana del seu temps. Extraordinàriament hàbil en la captació de la realitat visual, va arribar a ésser un dels pintors més personals de l'època, amb connotacions clarament expressionistes. Gimeno visqué apartat dels artistes i escriptors, dedicant molt temps a l'ofici de pintor de parets del qual vivia i conreant el seu art només de matinada, abans d'anar a treballar, o a la nit, en tornar a casa.

## Descripció
És un retrat extraordinari de la filla de Francesc Gimeno, en l'ambient auster, gairebé sòrdid, que expressen la gorra de cop per terra, la trona obra d'un fuster barat, i els peus descalços de la criatura a punt d'arrencar el plor. En contrast, la mirada tan expressiva i intel·ligent del gos mostra fins a quin punt Gimeno assolí la plenitud del domini de la vida. Aquesta pintura a l'oli sobre tela, justament cèlebre, prova també que era un gran mestre en el tractament de la claror i l'expressió de l'espai. La seua pintura feta de pinzellades soltes, de traços llargs i tortuosos, recorda la manera de Frans Hals, i el seu domini del negre, la de Velázquez.